# Seleção Portuguesa de Futebol Sub-17
A Seleção Portuguesa de Futebol sub-17 representa Portugal nas competições internacionais de futebol masculino neste escalão etário, e é controlada pela Federação Portuguesa de Futebol.

## Participações

### Campeonato Mundial de Futebol Sub-17
| Ano   | Ronda             | P                 | V                 | E*                | D                 | GM                | GS                |
| ----- | ----------------- | ----------------- | ----------------- | ----------------- | ----------------- | ----------------- | ----------------- |
| 1991  | Não se qualificou | Não se qualificou | Não se qualificou | Não se qualificou | Não se qualificou | Não se qualificou | Não se qualificou |
| 1993  | Não se qualificou | Não se qualificou | Não se qualificou | Não se qualificou | Não se qualificou | Não se qualificou | Não se qualificou |
| 1995  | Quartos de final  | 4                 | 1                 | 0                 | 3                 | 5                 | 8                 |
| 1997  | Não se qualificou | Não se qualificou | Não se qualificou | Não se qualificou | Não se qualificou | Não se qualificou | Não se qualificou |
| 1999  | Não se qualificou | Não se qualificou | Não se qualificou | Não se qualificou | Não se qualificou | Não se qualificou | Não se qualificou |
| 2001  | Não se qualificou | Não se qualificou | Não se qualificou | Não se qualificou | Não se qualificou | Não se qualificou | Não se qualificou |
| 2003  | Quartos de final  | 4                 | 1                 | 1                 | 2                 | 11                | 18                |
| 2005  | Não se qualificou | Não se qualificou | Não se qualificou | Não se qualificou | Não se qualificou | Não se qualificou | Não se qualificou |
| 2007  | Não se qualificou | Não se qualificou | Não se qualificou | Não se qualificou | Não se qualificou | Não se qualificou | Não se qualificou |
| 2009  | Não se qualificou | Não se qualificou | Não se qualificou | Não se qualificou | Não se qualificou | Não se qualificou | Não se qualificou |
| 2011  | Não se qualificou | Não se qualificou | Não se qualificou | Não se qualificou | Não se qualificou | Não se qualificou | Não se qualificou |
| 2013  | Não se qualificou | Não se qualificou | Não se qualificou | Não se qualificou | Não se qualificou | Não se qualificou | Não se qualificou |
| 2015  | Não se qualificou | Não se qualificou | Não se qualificou | Não se qualificou | Não se qualificou | Não se qualificou | Não se qualificou |
| 2017  | Não se qualificou | Não se qualificou | Não se qualificou | Não se qualificou | Não se qualificou | Não se qualificou | Não se qualificou |
| 2019  | Não se qualificou | Não se qualificou | Não se qualificou | Não se qualificou | Não se qualificou | Não se qualificou | Não se qualificou |
| 2023  | Não se qualificou | Não se qualificou | Não se qualificou | Não se qualificou | Não se qualificou | Não se qualificou | Não se qualificou |
| Total | 2/16              | 8                 | 2                 | 1                 | 5                 | 16                | 26                |

### Campeonato Europeu de Futebol Sub-17
| Ano   | Ronda             | P                 | V                 | E*                | D                 | GM                | GS                |
| ----- | ----------------- | ----------------- | ----------------- | ----------------- | ----------------- | ----------------- | ----------------- |
| 2002  | Fase de grupos    | 3                 | 1                 | 0                 | 2                 | 2                 | 4                 |
| 2003  | Campeões          | 5                 | 4                 | 1                 | 0                 | 10                | 5                 |
| 2004  | 3º Lugar          | 5                 | 1                 | 2                 | 2                 | 10                | 10                |
| 2005  | Não se qualificou | Não se qualificou | Não se qualificou | Não se qualificou | Não se qualificou | Não se qualificou | Não se qualificou |
| 2006  | Não se qualificou | Não se qualificou | Não se qualificou | Não se qualificou | Não se qualificou | Não se qualificou | Não se qualificou |
| 2007  | Não se qualificou | Não se qualificou | Não se qualificou | Não se qualificou | Não se qualificou | Não se qualificou | Não se qualificou |
| 2008  | Não se qualificou | Não se qualificou | Não se qualificou | Não se qualificou | Não se qualificou | Não se qualificou | Não se qualificou |
| 2009  | Não se qualificou | Não se qualificou | Não se qualificou | Não se qualificou | Não se qualificou | Não se qualificou | Não se qualificou |
| 2010  | Fase de grupos    | 3                 | 1                 | 0                 | 2                 | 3                 | 3                 |
| 2011  | Não se qualificou | Não se qualificou | Não se qualificou | Não se qualificou | Não se qualificou | Não se qualificou | Não se qualificou |
| 2012  | Não se qualificou | Não se qualificou | Não se qualificou | Não se qualificou | Não se qualificou | Não se qualificou | Não se qualificou |
| 2013  | Não se qualificou | Não se qualificou | Não se qualificou | Não se qualificou | Não se qualificou | Não se qualificou | Não se qualificou |
| 2014  | Meias finais      | 4                 | 3                 | 0                 | 1                 | 4                 | 2                 |
| 2015  | Não se qualificou | Não se qualificou | Não se qualificou | Não se qualificou | Não se qualificou | Não se qualificou | Não se qualificou |
| 2016  | Campeões          | 6                 | 4                 | 2                 | 0                 | 15                | 1                 |
| 2017  | Não se qualificou | Não se qualificou | Não se qualificou | Não se qualificou | Não se qualificou | Não se qualificou | Não se qualificou |
| 2018  | Fase de grupos    | 3                 | 1                 | 1                 | 1                 | 4                 | 1                 |
| 2019  | Quartos de final  | 4                 | 2                 | 0                 | 2                 | 6                 | 5                 |
| 2022  | Meias finais      | 5                 | 3                 | 1                 | 1                 | 14                | 9                 |
| 2023  | Fase de grupos    | 3                 | 1                 | 1                 | 1                 | 3                 | 6                 |
| 2024  | Vice-Campeão      | 6                 | 4                 | 0                 | 2                 | 12                | 10                |
| Total | 11/21             | 47                | 25                | 8                 | 14                | 83                | 56                |

*Os empates incluem partidas decididas no desempate por grandes penalidades.